# Asagena meridionalis
Asagena meridionalis là một loài nhện trong họ Theridiidae.
Loài này thuộc chi Asagena. Asagena meridionalis được Wladislaus Kulczynski miêu tả năm 1894.